# Palmipenna palmulata
Palmipenna palmulata är en insektsart som beskrevs av Bo Tjeder 1967. Palmipenna palmulata ingår i släktet Palmipenna och familjen Nemopteridae. Inga underarter finns listade i Catalogue of Life.